# Twardawa
Twardawa (dodatkowa nazwa w j. niem. Twardawa) – wieś w Polsce, położona w województwie opolskim, w powiecie prudnickim, w gminie Głogówek. Historycznie leży na Górnym Śląsku, na ziemi prudnickiej. Położona jest na terenie Kotliny Raciborskiej, będącej częścią Niziny Śląskiej. Przepływa przez nią rzeka Stradunia.
W latach 1975–1998 miejscowość należała administracyjnie do ówczesnego województwa opolskiego.
Według danych na 2011 wieś była zamieszkana przez 860 osób.
Przysiółkiem wsi są Malkowice. Nieoficjalnymi częściami wsi są Korea i Marianków.

## Geografia

### Położenie
Wieś jest położona w południowo-zachodniej Polsce, w województwie opolskim, około 18 km od granicy z Czechami, w zachodniej części Kotliny Raciborskiej, tuż przy granicy powiatu prudnickiego z powiatem kędzierzyńsko-kozielskim (gmina Reńska Wieś). Należy do Euroregionu Pradziad. Leży na terenie Nadleśnictwa Prudnik (obręb Prudnik).

### Środowisko naturalne
W Twardawie panuje klimat umiarkowany ciepły. Średnia temperatura roczna wynosi +8,5 °C. Duże zróżnicowanie dotyczy termicznych pór roku. Średnie roczne opady atmosferyczne w rejonie Twardawy wynoszą 628 mm. Dominują wiatry zachodnie.

### Integralne części wsi
| SIMC       | Nazwa     | Rodzaj     |
| ---------- | --------- | ---------- |
| nie nadano | Korea     | część wsi  |
| 0493942    | Malkowice | przysiółek |
| nie nadano | Marianków | część wsi  |

## Nazwa
Nazwa pochodzi od polskiego określenia oznaczającego „twardość”. Heinrich Adamy w swoim dziele o nazwach miejscowych na Śląsku wydanym w 1888 roku we Wrocławiu wymienia najstarszą nazwę miejscowości w obecnej polskiej formie „Twardawa” tłumacząc jej znaczenie „Harte Erde”, czyli po polsku „Twarda ziemia”.
Wieś wzmiankowana po raz pierwszy w łacińskim dokumencie z 1223 roku wydanym przez Wawrzyńca biskupa wrocławskiego gdzie zanotowana została w zlatynizowanej, staropolskiej formie „Tuardova”. Topograficzny opis Górnego Śląska z 1865 roku notuje wieś pod nazwą Twardawa we fragmencie: „Twardawa (1357 Twardawa)”. Ze względu na swoje polskie pochodzenie w 1936 nazwa Twardawa została zmieniona przez nazistowską administrację III Rzeszy na nową, całkowicie niemiecką nazwę Hartenau.
12 listopada 1946 r. nadano miejscowości polską nazwę Twardawa.

## Historia

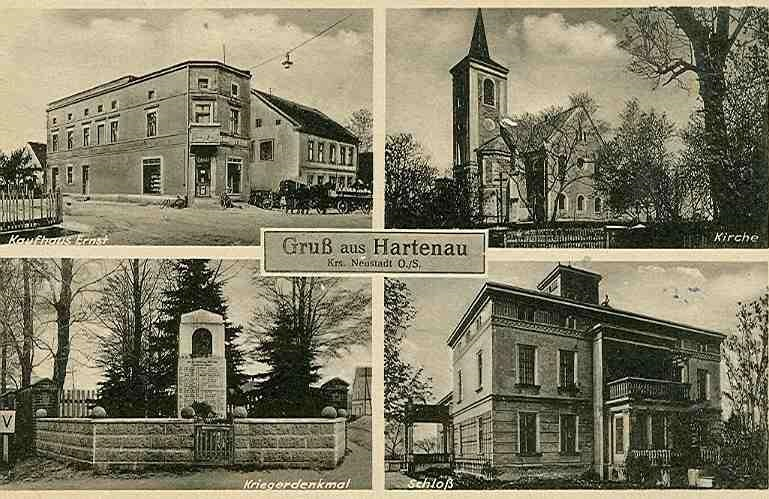
Twardawa, lata 30. XX w.

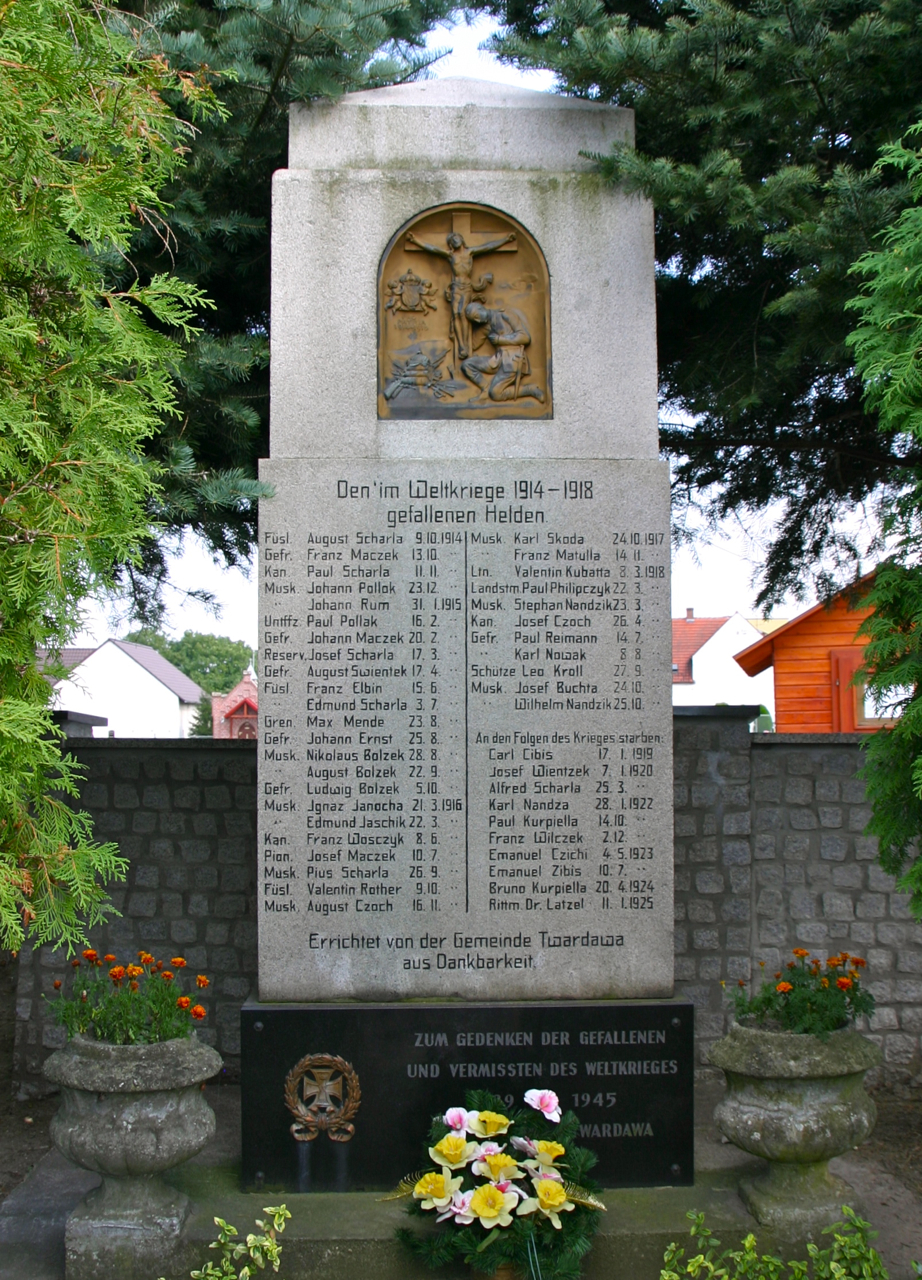
Pomnik upamiętniający mieszkańców wsi, którzy zginęli podczas I wojny światowej

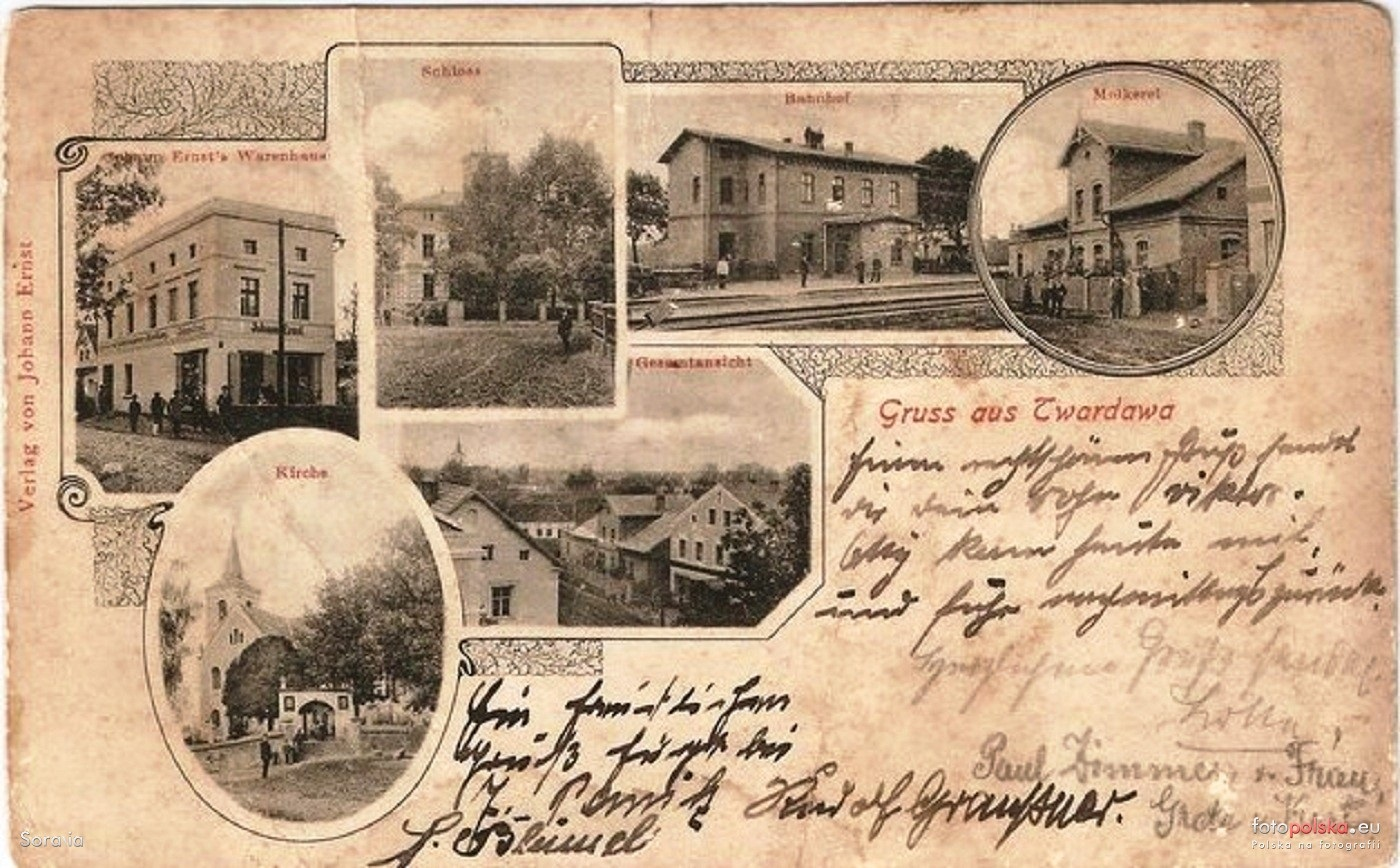
Twardawa, lata 20. XX w.

Osada Twardawa pierwszy raz wspomniana została w 1223 roku i liczyła około 400 mieszkańców, a jej herbem był „kamień młyński”. Kroniki wspominają, że działo się to za czasów księcia Władysława Opolskiego, który założył gród Głogówek. W 1305 r. po raz pierwszy wzmiankowany był w Twardawie kościół parafialny pw. św. Małgorzaty. Niewielka liczba informacji nie pozwala na pełne przedstawienie losów wioski. W dokumencie z 1513 r. występują Jan i Mikołaj Twardawa z Twardawy. Trudno powiedzieć czy rodzina ta przyjęła nazwisko od miejscowości, czy też nazwa wioski pochodzi od nazwiska. Ród ten związany był z Twardawą przez kilkaset lat. W czasach wojny polsko-szwedzkiej w okolicach Twardawy, na zamku w Głogówku, przebywał król Polski, Jan Kazimierz. Panem Twardawy w 1679 roku został hrabia von Relwer, a jego następcą w roku 1711 hrabia von Pikler. Do 1742 wieś należała do powiatu sądowego głogóweckiego w Monarchii Habsburgów. Po I wojnie śląskiej znalazła się w granicach Królestwa Prus i weszła w skład powiatu prudnickiego w prowincji Śląsk.

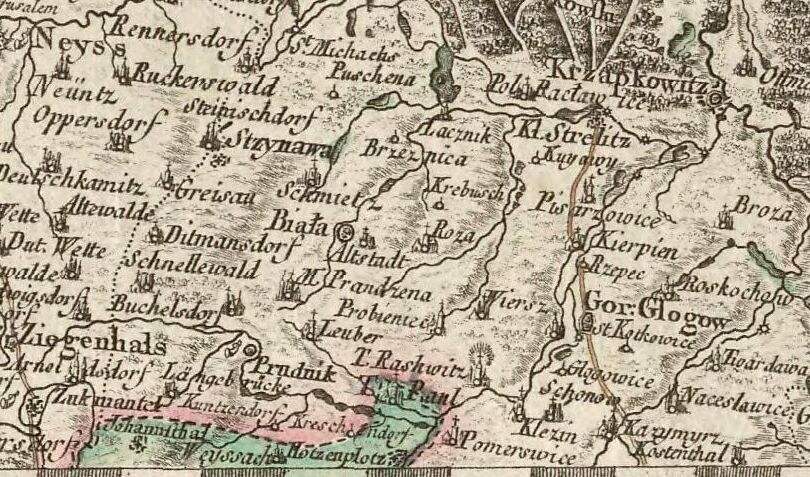
Twardawa wśród miejscowości ziemi prudnickiej na polskojęzycznej mapie z 1772

Na przestrzeni dziejów, Twardawy nie ominęły nieszczęścia i pożogi: w 1430 oraz 1603 roku miały miejsce groźne pożary, natomiast w 1893 roku spłonął folwark Marianków. Z kolei w latach 1803 i 1912 przez Twardawę przeszły największe powodzie.

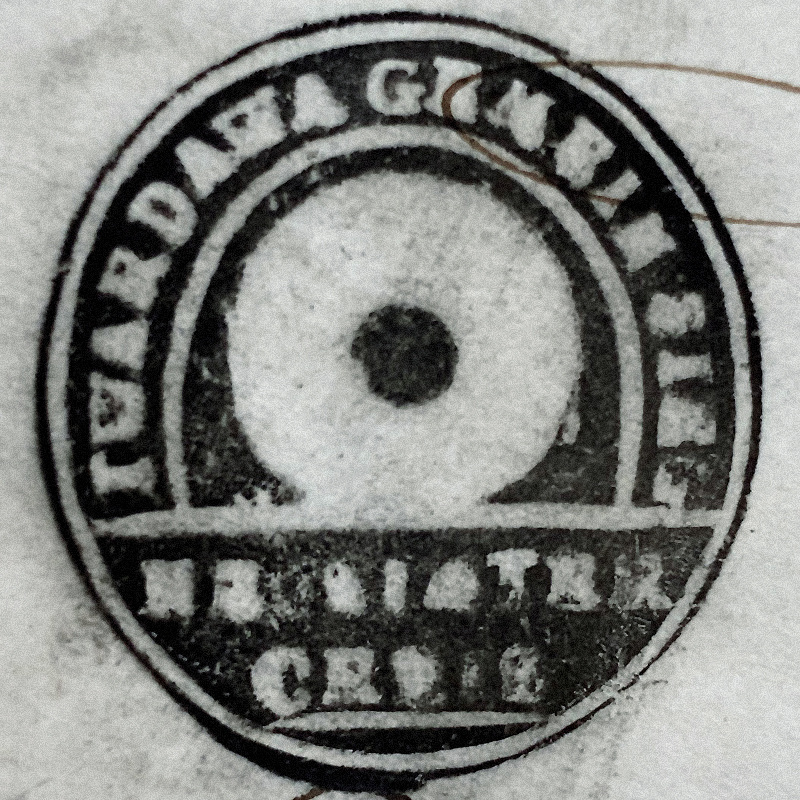
Pieczęć Twardawy (1855)

Wieś posiadała swoją własną pieczęć, która przedstawiała w polu koło, a w otoku napis: TWARDAWA GEMEIN SIEG / NEYSTAETER CREIS (pol. Gmina Twardawa / Powiat Prudnicki).
W okolicach Twardawy wydobywano torf. W 1876 przez Twardawę przebiegł pierwszy tor kolejowy Linii 137, a w 1905 roku powstał budynek dworca, wraz z magazynem towarowym. Obecnie stacja kolejowa w Twardawie posiada dwie linie torów, dwa perony, 3 bocznice kolejowe i plac przeładunkowy. Trwają prace nad remontem i stworzeniu w budynku dworca świetlicy wiejskiej.
Według spisu ludności z 1 grudnia 1910, na 868 mieszkańców Twardawy 135 posługiwało się językiem niemieckim, 622 językiem polskim, a 6 było dwujęzycznych. W czasie I wojny światowej (1914–1918) w szeregach Armii Cesarstwa Niemieckiego na froncie poległo 24 żołnierzy pochodzących z Twardawy. Kolejnych 10 straciło życie podczas walk w latach 1918–1925, w tym hrabia dr. von Latzel, dowódca pułku kawalerii, właściciel ziemski majątku w Twardawie. Na pamiątkę tych wydarzeń mieszkańcy ufundowali pomnik poległych, który do dziś stoi przy cmentarzu.
W 1921 w zasięgu plebiscytu na Górnym Śląsku znalazła się tylko część powiatu prudnickiego. Twardawa znalazła się po stronie wschodniej, w obszarze objętym plebiscytem. 362 uprawnionych do głosowania oddało swój głos na pozostanie w granicach państwa niemieckiego, natomiast 86 na przyłączenie tego regionu do Polski. W obszarze dworskim 112 osób głosowało za pozostaniem, a 2 osoby za przyłączeniem do Polski. Twardawa pozostała w Republice Weimarskiej. W 1933 w miejscowości żyło 1035 mieszkańców. 15 czerwca 1936 miejscowość została przemianowana na Hartaneu. Nazwa ta obowiązywała do 1946. W 1939 wioska liczyła 979 mieszkańców. W czasie II wojny światowej w tartaku w Twardawie utworzono podobóz Stalag VIII B/E255 obozu jenieckiego w Łambinowicach dla jeńców z imperium brytyjskiego.
W 2010 Twardawa przystąpiła do Programu Odnowy Wsi Opolskiej.

### Pałac

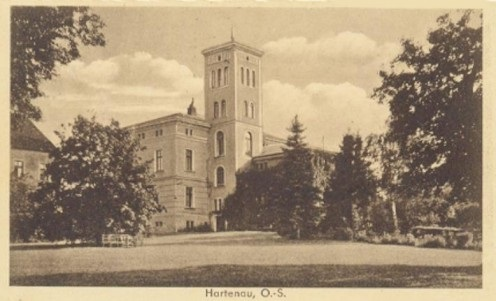
Pałac Twardawa, lata 30. XX w.

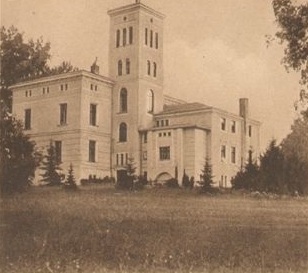
Pałac w Twardawie, rok 1926

Kolejna wzmianka o rodzinie Twardawa pochodzi z przełomu XVI i XVII w., kiedy to Justyna von Nowagk, wdowa po Rachwaldzie z Twardawy sądziła się z jego krewnym Jerzym Twardawą o majątki pod Raciborzem. Następnie przed 1652 r. Wacław senior von Pelka z Grudyni Wielkiej pojął za żonę Ludmiłę Twardawą z Twardawy, a w 1673 r. Jan Fryderyk von Dressler z Rudnika ożenił się z Katarzyną von Twardawa z Twardawy. Trudno dokładnie określić kiedy rodzina Twardawa przestała być właścicielem wioski i jakie były dalsze losy majątku. Ponieważ miejscowość przez długi czas pozostawała w posiadaniu jednej rodziny można przypuszczać, iż pierwsza budowla o charakterze rezydencji została w niej wzniesiona w XVI lub XVII w. jednak według miejscowej legendy, za sprawą paktu właściciela z diabłem, po ulewnym deszczu, zapadła się pod ziemię.
Istniejący do dziś pałac został najprawdopodobniej zbudowany w XIX w. w stylu klasycystycznym, w formie tzw. włoskiej willi. Budynek murowany z cegły, potynkowany, wzniesiony na planie zbliżonym do prostokąta, częściowo podpiwniczony, dwukondygnacyjny, nakryty dachami o niewielkim spadku. W elewacji frontowej niewielki ganek filarowy podtrzymujący balkon, w elewacji bocznej większy ganek, poprzedzony tarasem, wsparty na pilastrowanych filarach i kolumnach. Dominantą obiektu jest kwadratowa pięciokondygnacyjna wieża nakryta płaskim dachem. Elewacje zachowały ślady dawnych podziałów za pomocą lizen i wydatnych gzymsów.
Podczas prac remontowych przeprowadzanych w latach 70., pałac lekko zmienił swój dotychczasowy układ pomieszczeń oraz usunięto liczne detale architektoniczne.
Budynek otoczony ogrodzeniem można zobaczyć z zewnątrz. Przez wiele lat znajdowały się w nim biura PGR oraz przedszkole, obecnie obiekt nie jest użytkowany. Pałac pozostaje w niezłym stanie technicznym, za nim rozciąga się niewielki park krajobrazowy, a w pobliżu znajduje się kościół parafialny.

### Kościół

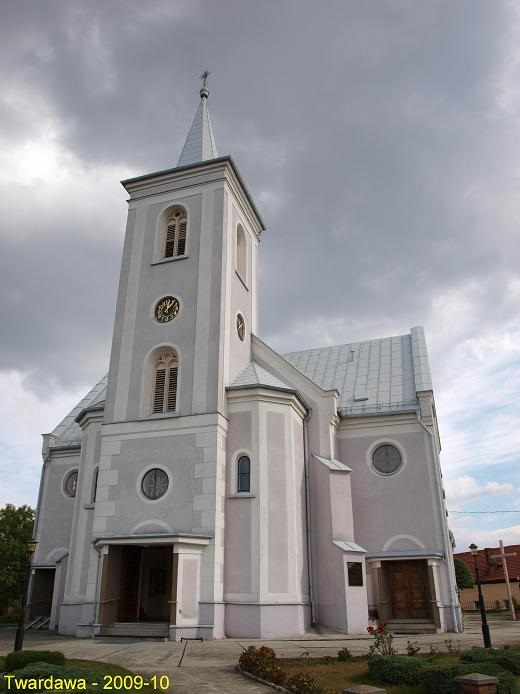
Kościół w Twardawie

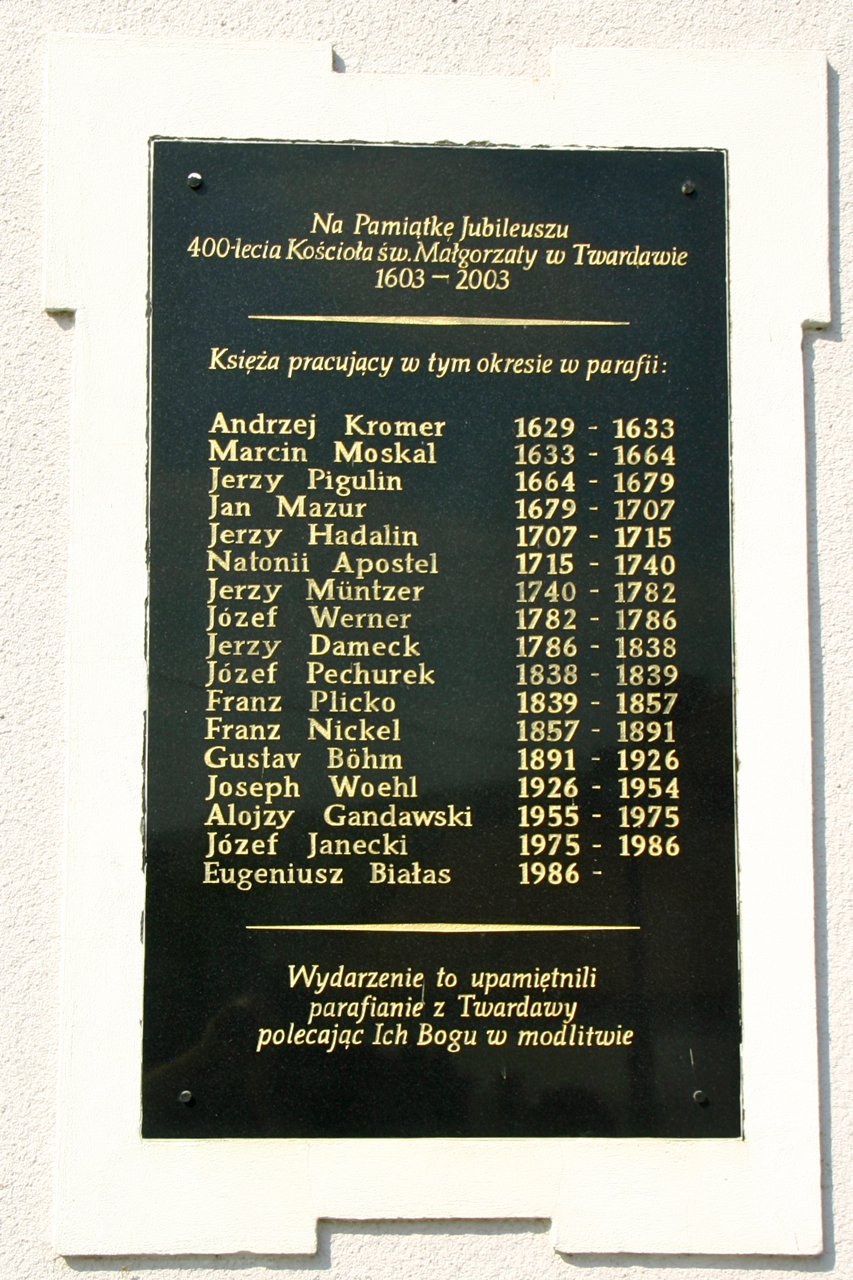
Tablica upamiętniająca jubileusz 400-lecia kościoła św. Małgorzaty

Początki kościoła i parafii sięgają średniowiecza. Najwcześniejsza wzmianka o kościele pod wezwaniem św. Małgorzaty, pochodzi z 1305 roku. W 1603 roku „pan na Twardawie” – Jerzy Twardawa, na miejsce drewnianego kościoła, który uległ spaleniu 19 lipca 1599 roku, wybudował nowy, murowany kościół w stylu romańskim. W 1619 roku „pan na Zwiastowicach” – Chrystofer Warkocz, ufundował główny ołtarz pod wezwaniem św. Krzyża.
W okresie reformacji w latach 1620–1629 parafia przejściowo była w rękach predykantów luterańskich. W 1629 roku parafia powróciła na łono Kościoła katolickiego, a pierwszym proboszczem katolickim był Ks. Andrzej Kromer. W tym okresie do parafii należą: Twardawa, Dobieszowice, Zwiastowice, Pokrzywnica i Komorno.
W 1710 roku jako drugą patronkę parafii obrano św. Jadwigę. W 1860 roku kościół rozbudowano poprzez dobudowę bocznych naw i wieży. Zachowało się kilka obrazów z XVI i XVII wieku. W 1910 roku odłączono od parafii Pokrzywnicą i Komorno. W latach 1976–1986 dach kościoła został pokryty blachą cynkową oraz zbudowano mur ogrodzeniowy z cegły klinkierowej dookoła kościoła. Dnia 25 X 1992 Ksiądz Biskup Ordynariusz Alfons Nossol dokonał konsekracji kościoła św. Anny w Dobieszowicach. 17 X 1999 ksiądz biskup Jan Bagiński dokonał poświęcenia domu parafialnego w Twardawie.
W latach 1990–2003 zostały wykonane nowe ławki, przeprowadzono generalny remont organ, odnowiono dach kościoła, wstawiono podwójne okna i granitowe parapety. Kościół został pomalowany i odnowiono tynki na zewnątrz, została zrobiona nowa radiofonizacja oraz przeprowadzono gruntowny remont kaplicy w Zwiastowicach.
Kapłani pochodzący z Twardawy: o. Alfred Patryk Kaiser, o. Innocenty Janoschek OSB.
Siostry zakonne pochodzące z Twardawy: s. Ilga Waloszek SFI, s. Orilda Waloszek SFI, s. Lucyna Sucha SFI, s. Łukasza Blaga CSSE, s. Henryka Kos SFI, s. Sabina Kos SFI.

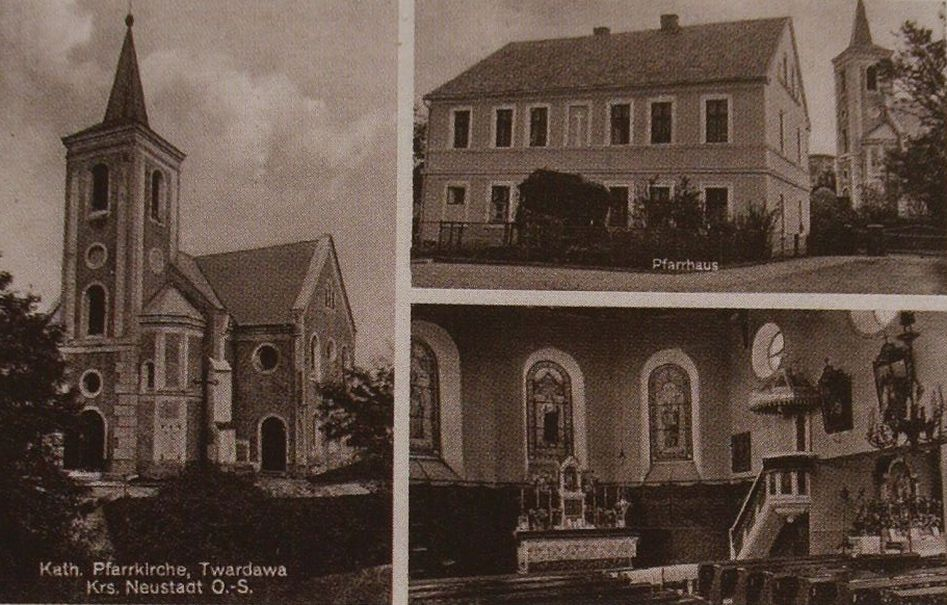
Pocztówka z lat 30. Kościół w Twardawie

Księża pracujący w parafii św. Małgorzaty Dziewicy i Męczennicy
| Andrzej Kromer   | 1629 – 1633 |
| Marcin Moskal    | 1633 – 1664 |
| Jerzy Pigulin    | 1664 – 1679 |
| Jan Mazur        | 1679 – 1707 |
| Jerzy Hadalin    | 1707 – 1715 |
| Natonii Apostel  | 1715 – 1740 |
| Jerzy Müntzer    | 1740 – 1782 |
| Józef Werner     | 1782 – 1786 |
| Georg Dameck     | 1786 – 1838 |
| Józef Pechurek   | 1838 – 1839 |
| Franz Plicko     | 1839 – 1857 |
| Franc Nickel     | 1857 – 1891 |
| Gustav Böhm      | 1891 – 1926 |
| Joseph Woehl     | 1926 – 1954 |
| Alojzy Gandawski | 1955 – 1975 |
| Józef Janecki    | 1975 – 1986 |
| Eugeniusz Białas | 1986 – 2015 |
| Bernard Kotula   | 2015 – 2023 |
| Jan Tomaszewski  | 2023 –      |

## Liczba mieszkańców wsi

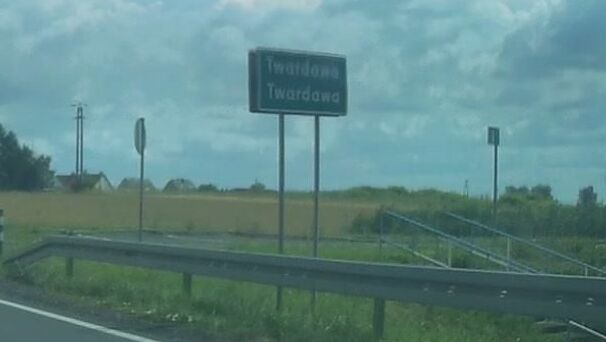
Tablica z podwójną nazwą przed wjazdem do Twardawy od strony Prudnika

- 1793 – 291[25]
- 1871 – 583[26]
- 1885 – 645[27]
- 1905 – 689[28]
- 1910 – 673[29]
- 1933 – 1035[30]
- 1939 – 979[30]
- 1966 – 934[31]
- 1998 – 1029[32]
- 2002 – 967[32]
- 2009 – 904[32]
- 2011 – 860[32]
- 2013 – 752[33]

## Sport

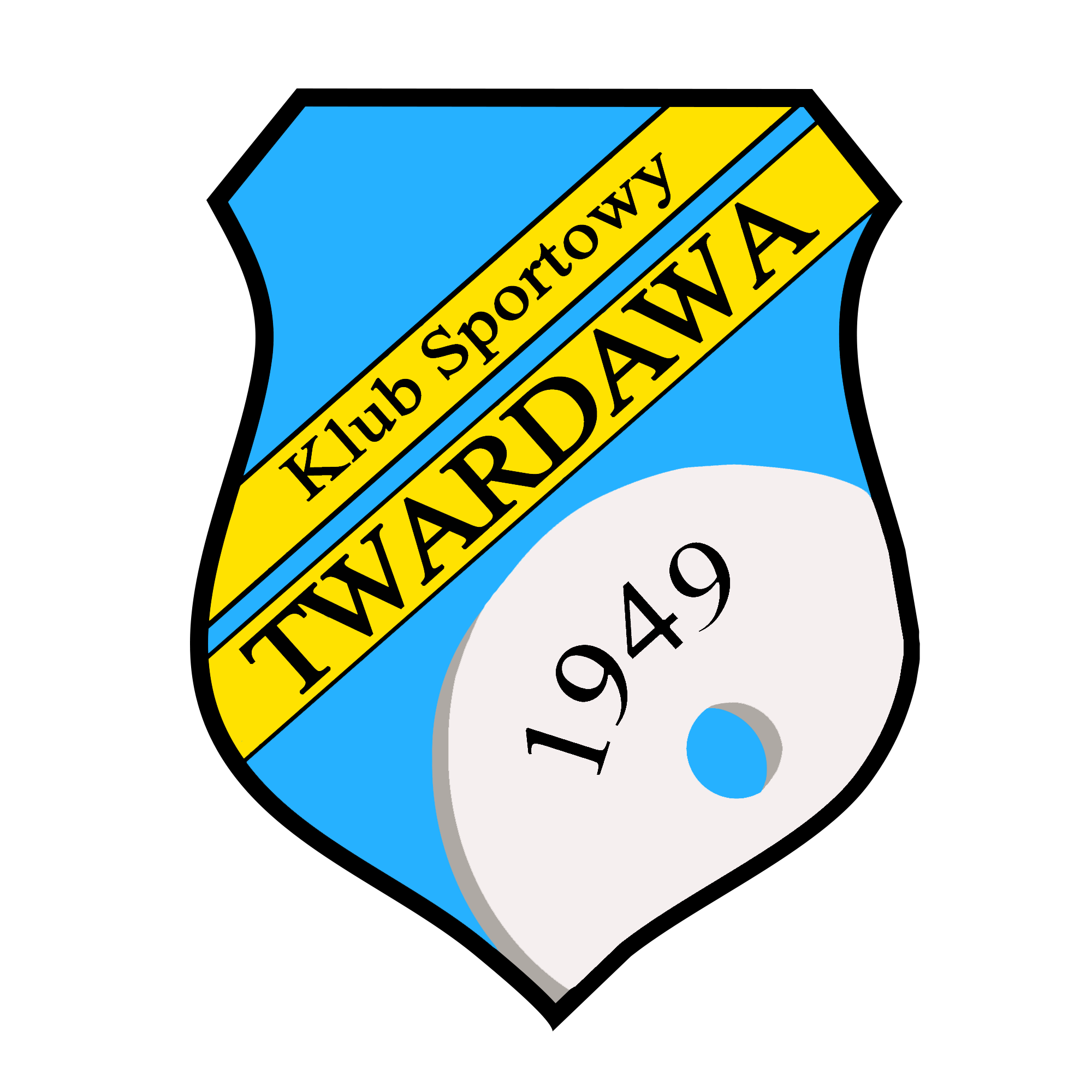
Herb KS Twardawa

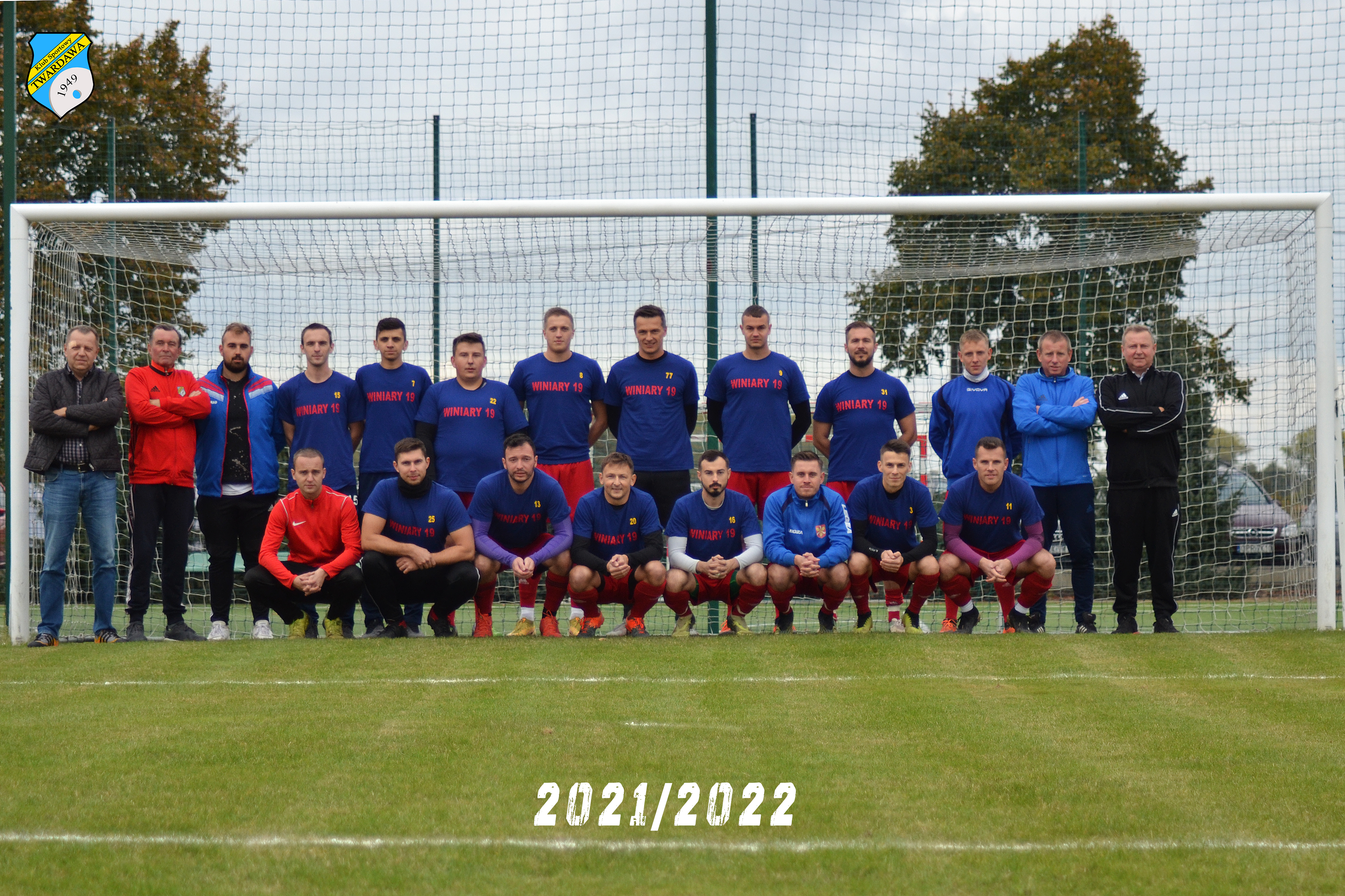
Drużyna KS Twardawa 2021/2022

Ludowy Zespół Sportowy w Twardawie został założony 3 lutego 1949 roku. Głównym jego założycielem był Antoni Kowaś. W 1955 roku LZS Twardawa zdobył mistrzostwo w klasie „C” w podokręgu Prudnik i uzyskuje awans do klasy „B” na szczeblu okręgu opolskiego. Sezon piłkarski 1961/62 zakończył się triumfem zespołu w klasie „B”. Wtedy po raz pierwszy został wywalczony awans do klasy „A” na szczeblu okręgu opolskiego.
Kolejny awans do „A” klasy zawodnicy wywalczyli w sezonie 1964/65. W sezonie 1965/66 drużyna LZS Twardawa została przydzielona do grupy III. Oprócz drużyny seniorów klub posiadał także drużynę juniorów, która uczestniczyła w swojej kategorii wiekowej na tym samym szczeblu rozgrywek. Swój największy sukces LZS Twardawa osiągnął w sezonie 1970/71, kiedy to zdobył pierwsze miejsce i mistrzostwo klasy „A”, a co za tym idzie awans do klasy okręgowej.
W dekadzie lat siedemdziesiątych drużynę seniorów LZS Twardawa reprezentował m.in. pochodzący z Twardawy Alfred Bolcek, Reprezentant Polski U-23 oraz długoletni zawodnik Odry Opole. W drużynie seniorów występował już jako 15-letni chłopak. W 1972 roku trafił do drużyny Odry Opole, a w swojej karierze w ekstraklasie zdobył 25 goli.
Pod koniec lat 90.klub nie odniósł już praktycznie żadnych sukcesów i był to początek końca drużyny seniorów z Twardawy. Trampkarze kontynuowali swoją grę do roku 2002. Po tym sezonie klub z Twardawy został rozwiązany.
20 lipca 2012 odbyło się zebranie mające na celu reaktywowanie twardawskiej drużyny, już nie jako LZS, lecz pod nazwą KS Twardawa. W sezonie 2015/2016 KS Twardawa wywalczył sobie mistrzostwo klasy „B”.
Debiutancki sezon w klasie „A” KS Twardawa ukończył na drugim miejscu, a w kolejnym sezonie twardawianie zapewnili sobie po raz trzeci w historii awans do klasy okręgowej.
Do najważniejszych działaczy należał Joachim Olbrich, który był zawodnikiem klubu, a od 1958 roku pełnił funkcję prezesa oraz gospodarza boiska. W latach siedemdziesiątych był również członkiem wydziału Gier i Dyscypliny w Prudnickim Podokręgu Związku Piłki Nożnej.
Pod koniec lat 90. w klubie występował Błażej Korczyński – reprezentant kraju i selekcjoner kadry seniorskiej futsalu mężczyzn.
Od 2016 drużynę KS Twardawa reprezentuje m.in. Ryszard Remień, zawodnik takich drużyn jak: Odra Opole, Pogoń Szczecin czy Lech Poznań. Pełniąc funkcję gracza oraz trenera zapewnił drużynie awans do ligi okręgowej.

## Zabytki

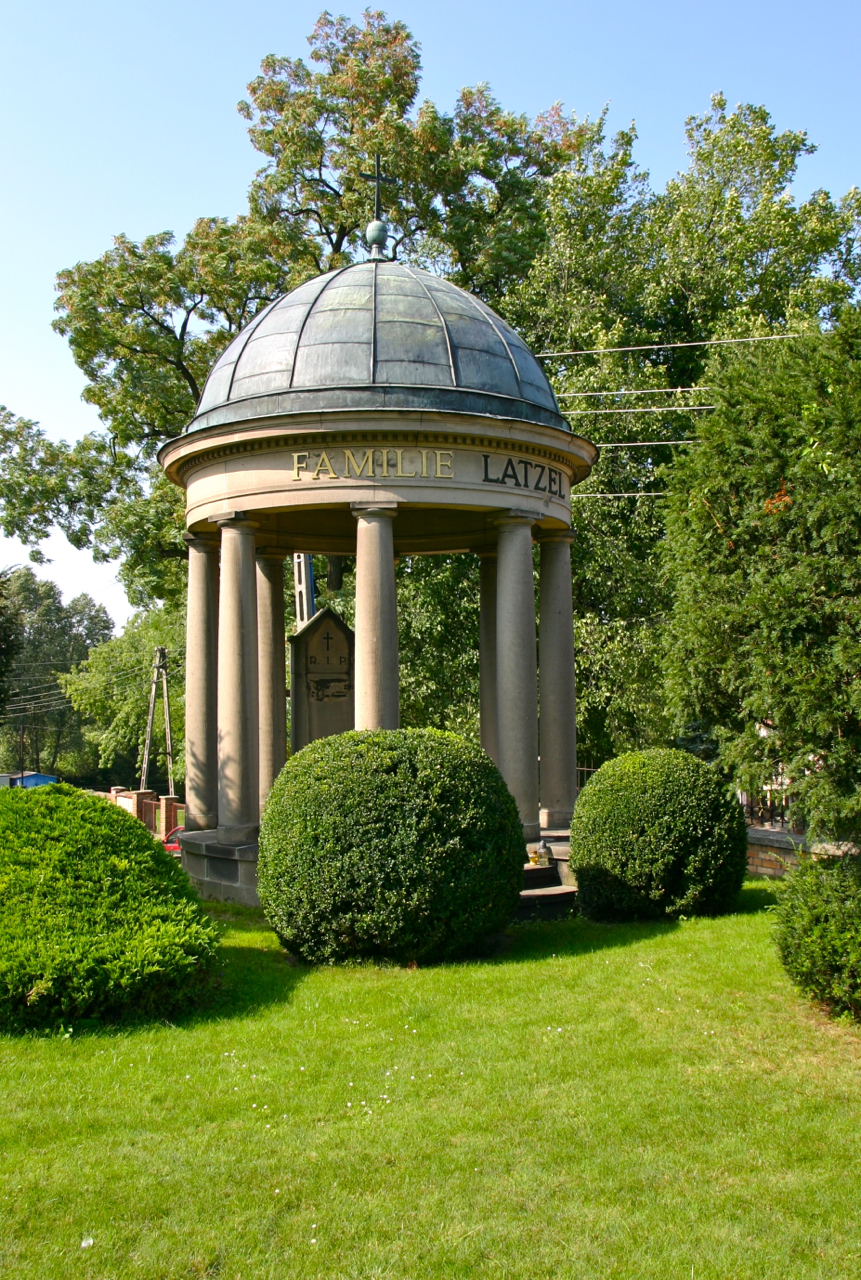
Mauzoleum rodziny Latzel

Do wojewódzkiego rejestru zabytków wpisane są:
- kościół par. pw. św. Małgorzaty, zabytkowy z 1603 r., przebudowany w 1860 r., wypisany z księgi rejestru
- kaplica przydrożna, z XVIII w., wypisana z księgi rejestru
- kapliczka, z XIX w., wypisana z księgi rejestru, nie istnieje
- kapliczka przydrożna, z poł. XIX w., wypisana z księgi rejestru.

Zgodnie z gminną ewidencją zabytków w Twardawie chronione są ponadto:
- grobowiec-mauzoleum rodziny Latzel
- kaplica cmentarna
- dwór, ul. Spółdzielcza 16
- zespół dworca kolejowego, ul. Dworcowa
  - dworzec kolejowy
  - magazyn
  - dom mieszkalny, ul. Dworcowa 26–26A
  - budynek gospodarczy, ul. Dworcowa 26–26A
  - dom mieszkalny, ul. Dworcowa 26B
- dom, ul. Dworcowa 8
- dom, ul. Dworcowa 14A
- domy mieszkalne przy ul. Kozielskiej: nr 1, 5, 7, 17
- domy mieszkalne przy ul. Spółdzielczej: nr 2, 2A, 10, 10A, 14, 16B, 16E
- zespół folwarczny
  - obory w zespole folwarcznym, ul. Spółdzielcza 16A
  - oficyna, ob. dom mieszkalny, ul. Spółdzielcza 16A

## Pomniki i obiekty upamiętniające
- Pomnik poległych w I wojnie światowej – pomnik na rozwidleniu dróg przy cmentarzu w Twardawie powstały w latach 20. XX wieku jako upamiętnienie mieszkańców wsi, którzy polegli w I wojnie światowej. Na pomniku inskrypcja w języku niemieckim: „Den Im Weltkriegen 1914–1918 gefallenen Helden…”[36].
- Głaz 800-lecia Twardawy – głaz upamiętniający 800-lecie istnienia Twardawy, odsłonięty w 2023[37].
- Miniatura lokomotywy – miniatura parowozu TKh49 na skwerze przy przejeździe kolejowym w Twardawie. Zamontowana w 2023, upamiętnia kolejarskie tradycje wsi[38].

## Gospodarka
W Twardawie siedzibę ma firma Mechanika Pojazdowa Nowak Zygfryd, zrzeszona w Cechu Rzemieślników i Przedsiębiorców w Prudniku.

## Transport

### Transport drogowy

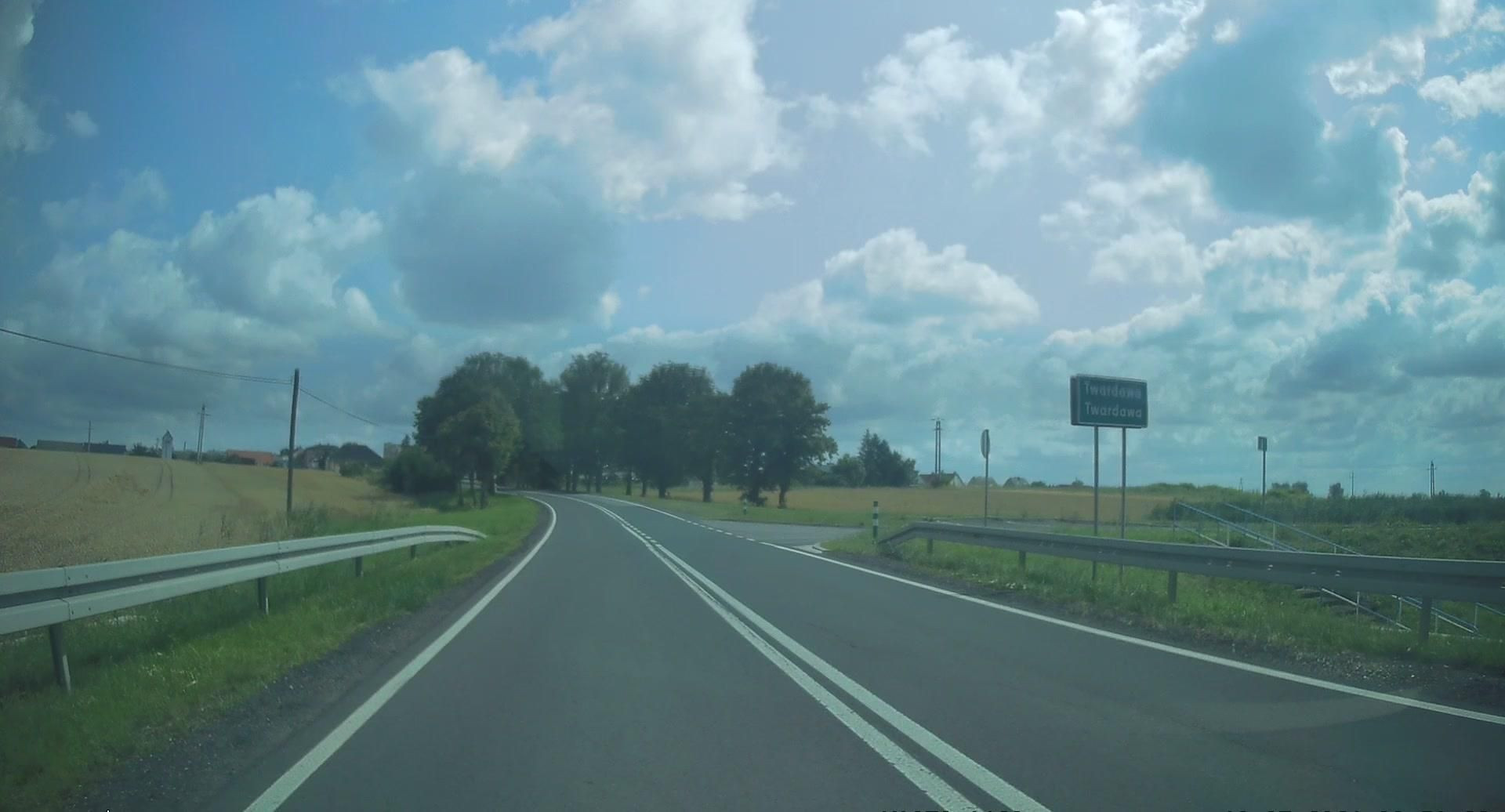
DK40 w Twardawie

Przez Twardawę przebiega droga krajowa
- 40 Głuchołazy – Prudnik – Kędzierzyn-Koźle – Pyskowice

W zarządzie Wydziału Drogownictwa Starostwa Powiatowego w Prudniku znajduje się droga powiatowa nr 1810O relacji Malkowice – Twardawa.
Twardawa posiada połączenia autobusowe z Głogówkiem, Głuchołazami, Kędzierzynem-Koźlem, Prudnikiem. We wsi znajduje się jeden przystanek autobusowy.

### Transport kolejowy

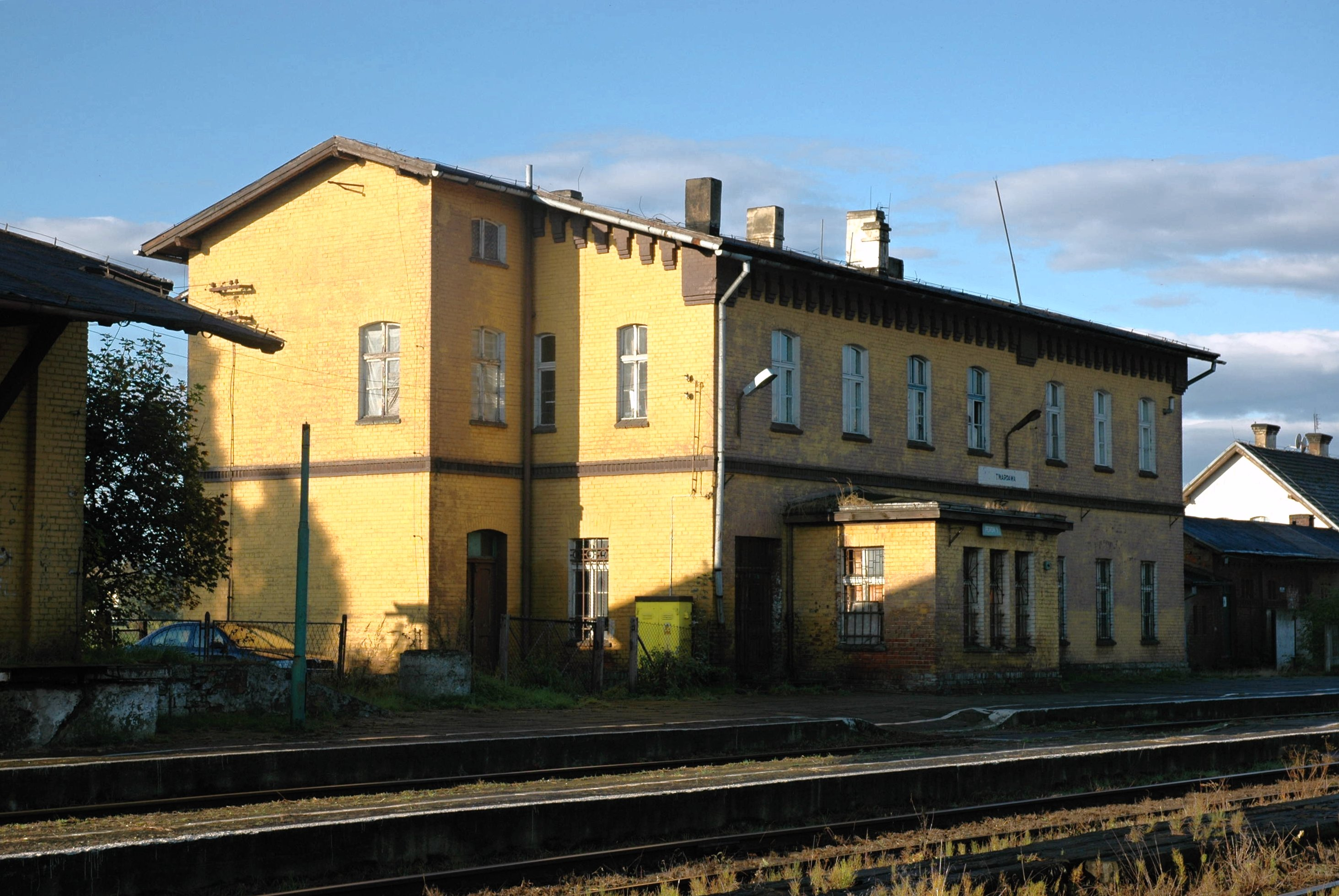
Stacja kolejowa w Twardawie

Stacja kolejowa w Twardawie znajduje się przy ul. Dworcowej. Z Twardawy odjeżdżają pociągi Polregio, do Brzegu, Kędzierzyna-Koźla, Kłodzka, Nysy.
Linia kolejowa nr 137 relacji Katowice – Legnica, zwana magistralą podsudecką, została doprowadzona do Twardawy w 1876. Połączyła ona uprzemysłowione miasta Przedgórza Sudeckiego z kopalniami Górnego Śląska. Została zaliczona do linii pierwszorzędnych o najważniejszym znaczeniu państwowym.

## Kultura
W Twardawie działa Niemieckie Koło Przyjaźni (Deutscher Freundeskreis) – oddział terenowy Towarzystwa Społeczno-Kulturalnego Niemców na Śląsku Opolskim.

## Polityka
W szkole podstawowej w Twardawie swoją siedzibę ma Obwodowa Komisja Wyborcza, do której należą sołectwa Twardawa i Zwiastowice. W referendum w 2003 mieszkańcy obwodu opowiedzieli się za przystąpieniem Polski do Unii Europejskiej.
W wyborach parlamentarnych do Sejmu w 2005 we wsi wygrała Mniejszość Niemiecka. W 2007, 2011 i 2015 w Twardawie zwyciężyła Platforma Obywatelska. W 2019 największą ilość głosów zdobyło Prawo i Sprawiedliwość. W 2023 we wsi wygrała Koalicja Obywatelska.
W wyborach prezydenckich w 2005 mieszkańcy obwodu opowiedzieli się za Donaldem Tuskiem, w 2010 i 2015 za Bronisławem Komorowskim, a w 2020 i 2025 za Rafałem Trzaskowskim.

## Turystyka
Oddział PTTK „Sudetów Wschodnich” w Prudniku ustanowił turystyczną Odznakę Krajoznawczą Ziemi Prudnickiej, którą zdobywa się poprzez zwiedzenie odpowiedniej liczby obiektów w miejscowościach położonych na ziemi prudnickiej, w tym w Twardawie.

## Bezpieczeństwo
W zakresie ochrony przeciwpożarowej oraz innych miejscowych zagrożeń w Twardawie działa jednostka Ochotniczej Straży Pożarnej.
Miejscowość jest pod opieką dzielnicowego rejonu służbowego nr 11 Komendy Powiatowej Policji w Prudniku (Komisariat Policji w Głogówku).
Teren wsi, jak i całej gminy Głogówek, położony jest w strefie nadgranicznej w związku z czym Straż Graniczna dysponuje, na tym obszarze, specjalnymi kompetencjami w zakresie bezpieczeństwa. Gminę Głogówek obejmuje zasięgiem służbowym placówka Straży Granicznej w Opolu ze Śląskiego Oddziału SG.